# Miguel Ángel Villalba
Miguel Ángel Villalba is een Argentijns beeldhouwer.

## Biografie
Miguel Ángel Villalba is afkomstig uit Paso de los Libres in het noorden van Argentinië. Naast beeldhouwer is hij leraar en historicus.
Hij maakte meerdere belangrijke beeldhouwwerken, waaronder het Monumento pela Paz e Amizade dos Povos (Monument voor Vrede en Vriendschap tussen Volkeren) dat in 1986 bij de Yatay-rivier is onthuld, nabij zijn woonplaats en de grens met Brazilië en Uruguay. Het bestaat uit vier zuilen die op een hoogte van negen meter samenkomen. Hier bovenop staat een beeldhouwwerk van drie meter hoog met de uitbeelding van de Biddende handen van de Duitse kunstschilder Albrecht Dürer (1471-1528).
Hij is de oprichter van Arte Villalba, waar meerdere kunstenaars aan verbonden zijn. Een van hen is zijn zoon Miguel Jerónimo Villalba. Zijn zoon maakte onder meer het beeldhouwwerk van Diego Maradona dat in 2022 in de wijk Saavedra in Buenos Aires werd onthuld. In het skioord San Martín de los Andes werd in 2022 het beeld van de skipionier Don Américo onthuld. Villalba bedacht het ontwerp en maakte het beeld samen met zijn zoon.
Hij maakte ook beelden in opdracht van het Argentijnse ministerie van Buitenlandse Zaken, waaronder het borstbeeld van José de San Martín, de stichter Argentinië. Het staat sinds 2017 op het Pater Weidmannplein in Paramaribo en is een geschenk van Argentinië aan Suriname.